# Aizoon
Aizoon o aizoön és un gènere de plantes amb flors que pertany a la família Aizoaceae. Comprèn 57 espècies descrites i, d'aquestes, només 16 d'acceptades. Són plantes suculentes.

## Taxonomia
El gènere va ser descrit per Linné i publicat en Species Plantarum: 488 (1753). L'espècie tipus és Aizoon canariense L.; Lectotypus [M.L.Green, Prop. Brit. Bot. : 159 (1929).
Etimologia
Aizoon és un nom que prové del grec aei, que significa 'sempre' o 'permanent' i zoon, zoos, que significa 'vida' o 'vivent'.
- Aizoon asbestinum Schltr.
- Aizoon burchellii N. E. Br.
- Aizoon canariense L.
- Aizoon giessii Friedrich
- Aizoon glabrum Ewart
- Aizoon glinoides L. f.
- Aizoon karooicum Compton
- Aizoon kochii J. Wagner
- Aizoon paniculatum L.
- Aizoon rigidum L. f.
- Aizoon rodwayi Ewart
- Aizoon sarmentosum L. f.
- Aizoon schellenbergii Adamson
- Aizoon theurkauffii Maire
- Aizoon virgatum Welw. ex Oliv.
- Aizoon zeyheri Sond.	Ac